# Lasionycta conjugata
Lasionycta conjugata es una especie de mariposa nocturna de la familia Noctuidae. Vive en las Montañas Rocosas desde el centro de Utah y Colorado al norte de la meseta de las montañas Beartooth, en la frontera entre Montana y Wyoming.
Habita en bosques subalpinos y es nocturna. Los adultos vuelan desde principios de julio hasta finales de agosto.